# Höfer
Höfer is een ortschaft van de Duitse gemeente Eschede in de deelstaat Nedersaksen. De plaats ligt ongeveer vier kilometer ten zuiden van Eschede. Tot Höfer behoren de ortsteile Höfer, Ohe en Aschenberg. Tot 1 januari 2014 werkte de tot dan toe zelfstandige gemeente samen met Eschede, Habighorst en Scharnhorst in de Samtgemeinde Eschede.

## Geschiedenis
Höfer werd van 1911 tot 1969 gekenmerkt door de kalimijn Mariaglück. In haar topjaar 1952 werkten er 419 mijnwerkers en andere personeelsleden. Uit de mijn is in totaal 13,2 miljoen ton kalizout en steenzout gedolven. Door de mijnbouw ontstond een holte onder de grond met een omvang van 5,5 miljoen m³.  Deze holte werd in de Tweede Wereldoorlog gebruikt om de inhoud van een aantal bibliotheken en archieven veilig voor luchtbombardementen op te slaan. 
Na het sluiten van de mijn is overwogen, de ontstane holte te vullen met radioactief afval. Dit plan werd om verschillende redenen niet uitgevoerd. In 2001 werd door de exploitante van de mijn, K+S AG, begonnen, de holte te laten vollopen met water. In 2008 kwam aan het licht, dat men licht radio-actieve stoffen uit het kernafvaldepot Asse en sterke logen, basische afvalstoffen uit vuilverbrandingsinstallaties, in het gat had gedumpt. In 2009 verbood een rechter bij kort geding de K+S AG deze dumpingen voort te zetten. Milieu-activisten uit de omgeving hebben in ieder geval tot 2016 in het openbaar twijfels daaraan geuit, of men zich daarna aan deze rechterlijke uitspraak heeft gehouden.

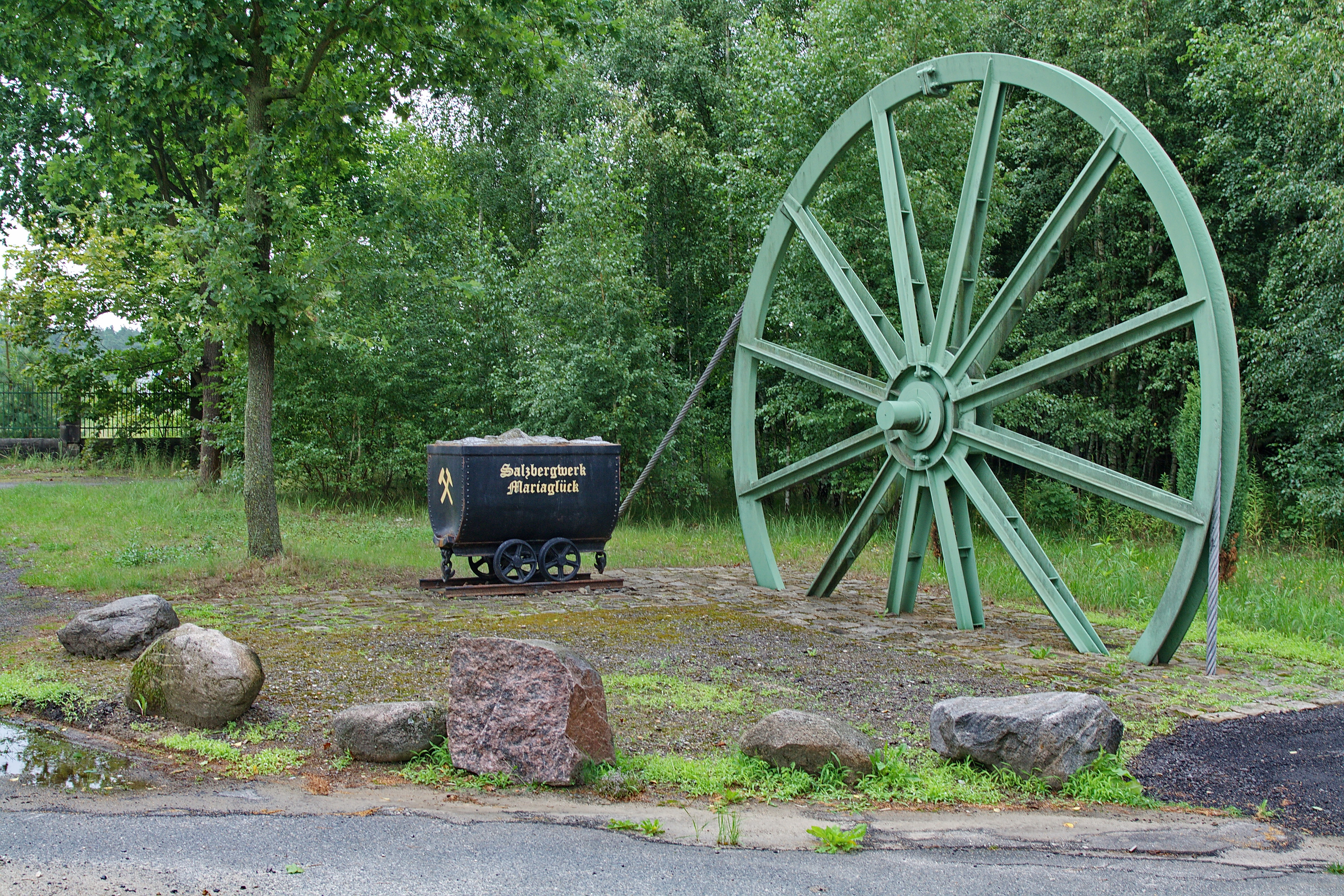
Monument restant kalimijn Maria Glück

- Library of Congress Control Number: nb2005017801
- Virtual International Authority File: 152179041